# Кимпень (Долж)
Кимпень, Кимпені (рум. Câmpeni) — село у повіті Долж в Румунії. Входить до складу комуни П'єлешть.
Село розташоване на відстані 165 км на захід від Бухареста, 16 км на схід від Крайови.

## Населення
За даними перепису населення 2002 року у селі проживали 864 особи, з них 860 осіб (99,5%) румунів. Рідною мовою 860 осіб (99,5%) назвали румунську.